# Quartet de corda núm. 11 (Schubert)
El Quartet de corda núm. 11 (D 353), en mi major, va ser compost per Franz Schubert el 1816. És una obra publicada pòstumament com a Op. 125 núm. 2.

## Moviments
1. Allegro contra fuoco (mi major)
2. Andante (la major)
3. Menuetto: Allegro vivace (mi major; Trio en do major)
4. Rondó: Allegro vivace (mi major)